# Diomansy Kamara
Diomansy Mehdi Moustapha Kamara (Paris, 8 de novembro de 1980) é um futebolista senegalês nascido na França que atua como atacante. Atualmente, joga pelo clube indiano NorthEast United.

## Carreira
Kamara integrou o elenco da Seleção Senegalesa de Futebol no Campeonato Africano das Nações de 2008.